# 拉吉斯拉夫·克雷伊奇 (1992年出生足球运动员)
拉吉斯拉夫·克雷伊奇（發音：[ˈlaɟɪslaf ˈkrɛjtʃiː]；1992年7月5日—）是一位捷克足球運動員。在場上的位置是左邊鋒。他現在效力於捷克足球甲級聯賽球隊特普利采，曾效力於意甲球隊博洛尼亞。他也代表捷克國家足球隊參賽。